# Eusebi Arnau
Eusebi Arnau i Mascort (né le 8 septembre 1863 à Barcelone et décédé le 2 juillet 1933) est un sculpteur espagnol, originaire de Catalogne, dont l'œuvre se concentre particulièrement sur la sculpture appliquée à l'architecture, à la bijouterie (médailles) et aux espaces funéraires. Il est influencé par Paul Dubois, Antonin Mercié, Auguste Rodin et Constantin Meunier, et apporte à la sculpture catalane nombre des œuvres remarquables du modernisme catalan.

## Biographie
Eusebi Arnau Mascort nait à Barcelone le 8 septembre de 1863, fils de Francesc d'Assís Arnau, cordonnier natif de Granollers et Balbina Mascort, d'origine barcelonaise. Il est baptisé à la paroisse Saint-Joseph[Laquelle ?] le 13 du mois sous les noms d'Eusebi, Nestabo et Zenó. Il étudie à l'école des beaux-arts de Barcelone, où il est élève de Josep Gamot et d'Agapit Vallmitjana i Barbany. Il continua ses études à Rome en 1887, grâce à une bourse de l'école de la Llotja. Il approfondit ses connaissances à l'Académie Julien à Paris, où il expose en 1895 et 1902. À son atelier, il a comme élèves Pau Gargallo, Josep Dunyach i Sala, Enric Monjo i Garriga, Ricard Guinó i Boix entre autres. Avec le sculpteur Josep Llimona i Bruguera il travailla au retable de l’église basilique de Sainte-Engrâce de Saragosse.
Ses sculptures sont appliquées à l'architecture comme celles de la casa Lleó Morera, et de la casa Amatller, Fonda Espanya, Palais de la Musique catalane et Hospital de Sant Pau (toutes à Barcelone), le cataloguent totalement dans le mouvement moderniste.
C'est un collaborateur habituel d'Enric Sagnier i Villavecchia, avec qui il travaille sur le bâtiment des douanes du port de Barcelone, sur la Casa Rupert Garriga, celui du chemin de croix de Montserrat, au Temple Expiatoire du Sacré Cœur, la Paroisse du Sacré Cœur de Poblenou, à l'agence de la Caisse des Pensions a Reus, etc.
Il développa une activité de médailliste notable, collaborant avec assiduité avec l'atelier Masriera. Il réalisa notamment la médaille de l'Exposition universelle de 1888, celle de la Solidaritat Catalana, celle du Centenaire de Christophe Colomb et celle commémorant la destruction des remparts de Barcelone.

## Reconnaissance
- 1888 : Diplôme de l'exposition Universelle de Barcelone de 1888
- 1891 : Diplôme Honorifique de l'exposition de beaux-arts de Barcelone.
- 1896 : Prix de l'exposition de beaux-arts de Barcelone.

## Galerie

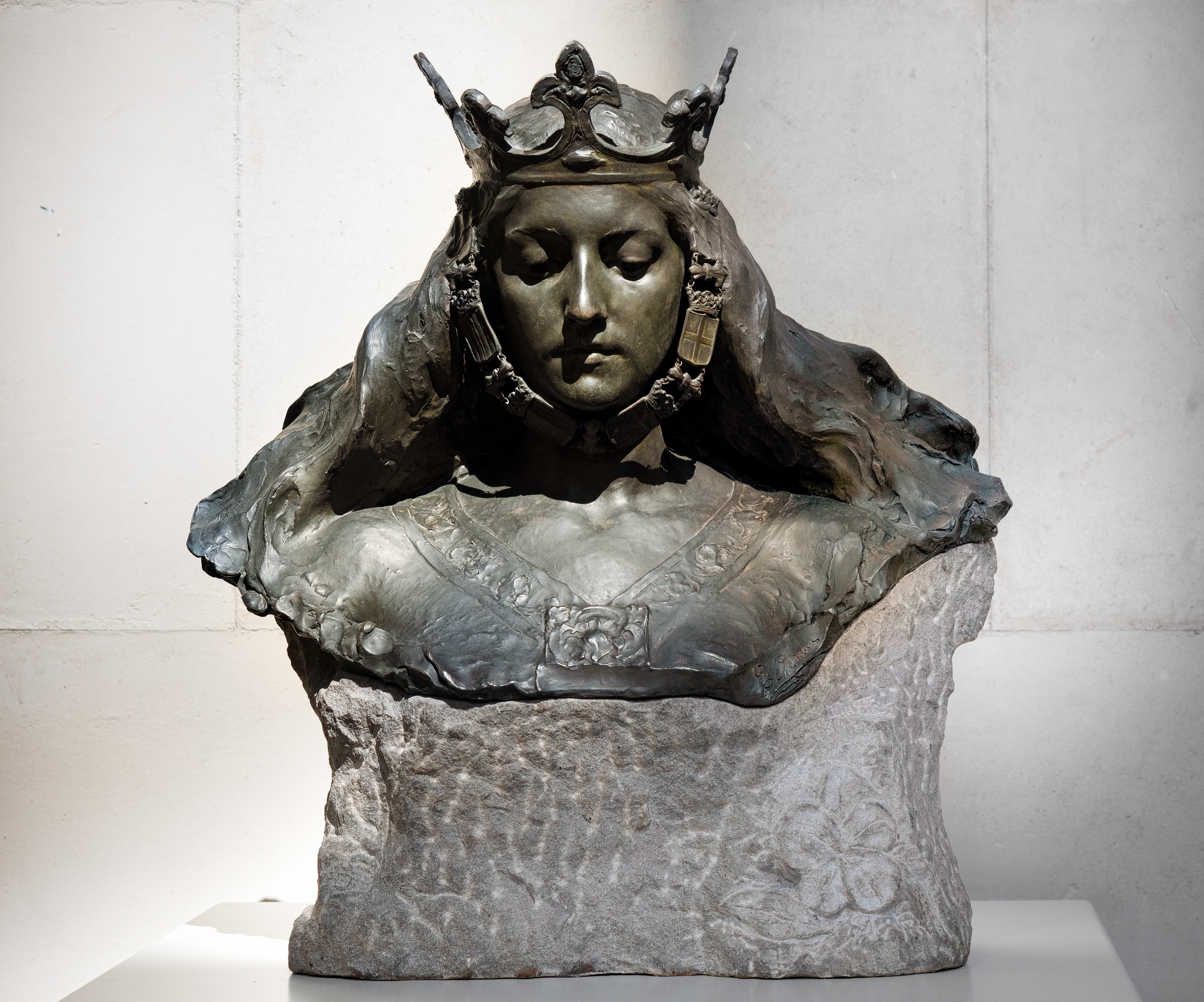
Buste de matrone représentant Barcelone, musée national d'Art de Catalogne
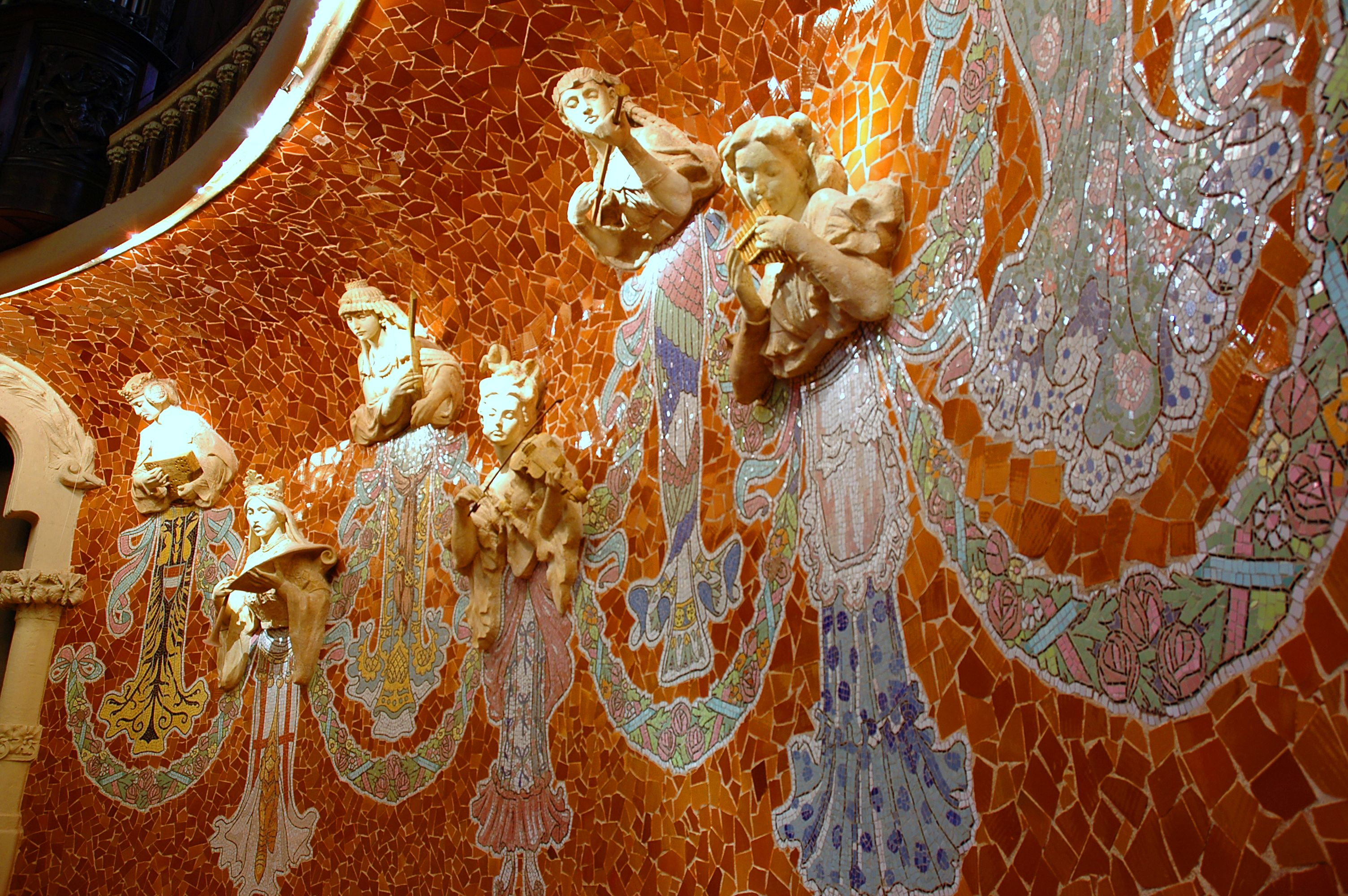
Les sculptures d'Eusebi Arnau au palais de la musique catalane